# Spilosoma fuscescens
Spilosoma fuscescens là một loài bướm đêm thuộc phân họ Arctiinae, họ Erebidae.